# Tiputinia foetida
Tiputinia foetida P.E.Berry & C.L.Woodw. – gatunek roślin bezzieleniowych z monotypowego rodzaju Tiputinia z rodziny Thismiaceae, endemiczny dla wschodniego Ekwadoru.
Nazwa naukowa rodzaju pochodzi od nazwy centrum badawczego Tiputini Biodiversity Station, znajdującego się w prowincji Orellana we wschodnim Ekwadorze, na terenie którego odkryto tę roślinę. Epitet gatunkowy foetidus w języku łacińskim oznacza cuchnący i odnosi się do odoru kwiatu.

## Morfologia
PokrójTiputinia foetida jest rośliną bezlistną, żyjącą pod ziemią. Jedynym organem wyrastającym ponad powierzchnię gruntu jest kwiat.
KłączeSłabo rozgałęzione, pionowo rosnące, cylindryczne, o długości 6,5 cm i średnicy 4 mm.
LiścieRoślina bezlistna.
KwiatyPojedynczy, regularny, o średnicy 4,5–5 cm, 6-pręcikowy. Okwiat pojedynczy, złożony z 6 oliwkowozielonych, prześwitujących listków. Pręciki pomarańczowe, wyrastające z nasady listków, zakrzywione pod kątem prostym w kierunku środka kwiatu. Nitki pręcików u nasady poszerzone, z 4–6 parami prostopadłych włosków. Pylniki wąsko eliptyczne. Słupek piramidalny, o trójkątnych bokach.
OwoceNieznane.

## Biologia i ekologia
Wieloletnie, myko-heterotroficzne geofity ryzomowe. Rośliny kwitną przez kilka dni. Kwiaty wydają obrzydliwy odór zgniłej ryby, przywabiający muchówki, chrząszcze, mrówki i niewielkie osy.